# Tarapoa
Tarapoa är en ort i Ecuador.   Den ligger i provinsen Sucumbíos, i den nordöstra delen av landet, 240 km öster om huvudstaden Quito. Tarapoa ligger 234 meter över havet och antalet invånare är 451.
Terrängen runt Tarapoa är platt. Runt Tarapoa är det mycket glesbefolkat, med 4 invånare per kvadratkilometer. Det finns inga andra samhällen i närheten. I omgivningarna runt Tarapoa växer i huvudsak städsegrön lövskog.